# Яцків Михайло Юрійович
Миха́йло Юрійович Я́цків (5 жовтня 1873, Лесівка, нині Івано-Франківський район — 9 грудня 1961, Львів) — український письменник, член модерністського угруповання «Молода муза».

## Біографія
Народився у селі Лесівка Богородчанського повіту (Галичина, нині Івано-Франківський район Івано-Франківської області) у незаможній селянській родині. Батько Юрій Яцків походив із Посічі, мати — зі Старих Богородчан.
Закінчив початкову школу в містечку Лисці, у вересні 1886 року вступив до Станиславівської вищої гімназії. Належав до таємного учнівського гуртка під проводом Дениса Лукіяновича, де захоплювалися соціалістичною та антиклерикальною літературою. За це обидвох у 1890 виключили з гімназії. Лише у 1892 зміг поновити навчання у Бережанській гімназії, але був зарахований не до V, а повторно до IV кляси. Тут вже навколо нього згуртувалися гімназисти, зокрема Артим Хомик і його брат Володимир, Іван Григорович, майбутній письменник Костянтин Сроковський (1878—1935). У Бережанах близько зійшовся з письменником і адвокатом Андрієм Чайковським. За інтерес до соціалістичних книжок його у 1896 на останньому році навчання повторно виключили з гімназії. 
У другій половині 1896 року влаштувався актором театру Руської Бесіди під керівництвом Степана Курбаса, але поки що обмежувався ролями статистів. 
У 1897 прибув до Львова і влаштувався писарем у товариство Дністер, а згодом, склавши бухгалтерський іспит у Торговельній академії — рахівником. Водночас продовжував кар'єру актора, успішно зігравши роль Миколи Задорожного у п'єсі Івана Франка «Украдене щастя», що було відзначено автором. 
Перші оповідання в жанрі реалізму й натуралізму, опубліковані в 1899 у Літературно-науковому вістнику, теж були відзначені Франком. Під його безпосереднім керівництвом Яцків від 1899 підпрацьовував у Науковому товаристві ім. Шевченка і видавництві «Русько-українська спілка». 
Скоро по тому Яцків захопився новітніми модерністичними літературними тенденціями в дусі символізму. Його називали «найбільшим галицьким модерністом», «першим, що вмів сміливо наслідувати чужинні твори» і перебував «на чолі української модерни».
Перша збірка прозових мініатюр «В царстві сатани: іронічно-сантиментальні картини», видана 1900 року, була навіяна впливами західних модерністів, зокрема Шарля Бодлера й Едгара По, їхнім захопленням «темними» сторінками буття. У манері Яцкова ці мотиви з'являються у формі натуралістичних картин, якими він намагався шокувати, жорстокістю зображення викликати катарсис у читача. 
«Яцків тепер наймодніший з молодих белетристів у Галичині. Він пише досить нерівно, часом дуже гарно, часом тільки чудно, але таки частіше гарно», — написала в листі до рідних Леся Українка після виходу першої збірки Яцківа.
У 1902 у Львові вийшла повість «Огні горять» про будні гімназійного і театрального побуту. Першу коректуру її здійснив Іван Франко власноруч.
«Дякую долі і нагодам, — пише М. Яцків, — що в моїх трудах і терпіннях дали мені пізнати найдостойнішу постать по Шевченку, найкращу постать моєї доби, дали мені змогу і честь працювати з Іваном Франком при одному столі, вітати і прощати його спрацьовану, скорбну, благословенну руку. Ті моменти були для мене не раз одинокою розрадою і підйомом».
Від початків творчої діяльності Яцкова тісна дружба лучила його з Василем Стефаником.   
Від бл. 1905 постійний учасник літературного угрупування Молода муза, член редколегії її органу — часопису Сьвіт. В той час виходять збірки оповідань і мініатюр «Душі кланяються» (1905), «Казка про перстень» (1907), «Плазом меча» (1908), «Чорні крила» (1909), «Adagio Consolante» (1912), вершинні в його творчості. У 1913 у «Видавничій спілці» вийшла повість «Блискавиці» на театральні теми, яка друкувалася в Києві у «Новітній бібліотеці», збірка «Смерть бога», а у видавництві «Громадський голос» — брошура «Іван Франко. В 40-у річницю». Цей рік був також найбагатшим і на критичну літературу про творчість Яцкова — і в Галичині, і  в Наддніпрянській Україні. 
Цього ж 1913 року Яцків пережив судовий процес за звинуваченням в образі редактора газети «Діло» Василя Панейка, якого підтримав художник Іван Труш. 
З початком Першої світової війни Яцкова мобілізували до війська. У грудні 1914 він потрапив у російський полон, утім, перебуваючи з колоною військовополонених у Львові, йому за не зовсім зрозумілих обставин пощастило звільнитися. Надалі він проживав у Львові, повторного призову до армії уник і займався літературною працею. За той час видрукувано повість «Горлиця» на теми війни в часописі Шляхи) у 1915—1916 рр., збірка «Жовнірські оповідання» (1916), роман «Танець тіней» [Архівовано 2 квітня 2018 у Wayback Machine.] у двох частинах (у 1916 і 1917 рр. відповідно), в якому під зміненими іменами відображений його досвід роботи у товаристві Дністер (за радянських часів перероблений і перевиданий 1956 під назвою «В лабетах»). Його більші прозові твори відрізняються художньою формою від мініатюр — і претензійні «Блискавиці» і майже публіцистичний «Танець тіней». [Архівовано 2 квітня 2018 у Wayback Machine.] У 1917 у «Всесвітній бібліотеці» вийшла видана прозова збірка «Далекі шляхи». 
У грудні 1918 Михайло Яцків повернувся до роботи у товаристві Дністер. В 1919 році в Києві у видавництві «Серп і молот» вийшла збірка модерністичних творів М. Яцкова під назвою «Боротьба з головою» з передмовою Михайла Рудницького — одне з перших на підрадянській Україні видань модерністичних творів західноукраїнських письменників. 
Після встановлення в Галичині польської окупаційної влади він піддався намовлянням свого колишнього товариша по Молодій музі Сидора Твердохліба і як колишній член Радикальної партії долучився до групи Северина Даниловича, яка пішла на співпрацю з режимом, заснувавши згодом Українську Хліборобську Партію. У грудні 1920 Михайло Яцків обійняв посаду редактора головного органу майбутньої партії — газети Рідний край. У 1922 проходили вибори до польського Сейму. Українські партії домовилися їх бойкотувати, однак хлібороби підтримали участь у виборах. У відповідь бойовики УВО застрелили Твердохліба на передвиборчому мітингу, а Яцкову українці оголосили бойкот. У результаті він у 1923 полишив газету «Рідний край», товариство «Дністер» і пішов працювати до кураторії Львівського шкільного округу, замкнувшись у собі і надовго замовкнувши як письменник. 
За той час на підрадянській Україні у 1930 році в масовій бібліотеці Держвидаву України видано його збірку новел і нарисів «Зразки творчості». Твори Яцкова потрапили в антології, хрестоматії, підручники й розвідки з історії літератури, вивчалися в школах. Він став популярним в УРСР. То ж не дивно, що у вересні 1939 року він прихильно зустрів прихід Червоної Армії і встановлення режиму Перших совітів. Яцкова взяли на роботу до Львівського обласного відділу народної освіти, а в червні 1940 року — бібліотекарем Львівської філії Бібліотеки Академії наук УРСР. 
Під час нацистської окупації Львова переховувався. За Других совітів у 1950 році у видавництві «Радянський письменник» вийшла його книжка «Оповідання», у 1953 у Львові були видані «Вибрані оповідання», у 1956 — повість «В лабетах» (перероблена «Танець тіней»), у 1957 — збірка «Вибране». За останні роки життя Яцків опублікував твори: «Молоде вино грониться» (1958), «Новелі» (1959) та спогади про І. Франка, В. Стефаника (1946). У записах Яцкова видано «Народні пісні» (1983).
Похований у Львові на полі 1а Личаківського цвинтаря.

### Видання творів
- Яцків М. Танець тіней. Ляйпціг: Українська Накладня, б.д. 462 с.
- Яцків М. Вибрані твори / Вступна стаття і примітки Миколи Ільницького. Київ: Дніпро, 1973. 456 с.
- Яцков М. Избранные новеллы / Перевод с украинского Г. Абрамова и С. Князевой; Вступительная статья и составление Н. Ильницкого. Москва: Художественная литература, 1973. 192 с.
- Народні пісні в записах Михайла Яцкова / Упорядкування О. Дея, М. Ільницького; Вступна стаття і примітки М. Ільницького. Київ: Музична Україна, 1983. 111 с.
- Яцків М. Новели / Упорядкування і вступна стаття М. Ільницького. Львів: Каменяр, 1985.199 с.
- Яцків М. Муза на чорному коні: Оповідання і новели. Повісті. Спогади і статті / Упоряд., автор передм. та приміт. М.Ільницький.Київ: Дніпро, 1989. 846 с.
- Яцків М. Архітвір: вибрані тексти // Матусяк А. Химерний Яцків: модерністський дискурс у прозі Михайла Яцкова / Аґнєшка Матусяк. Вроцлав; Львів: ЛА «Піраміда», 2010. С. 101-223. (Серія «Українська класика: світовий контекст»).
- Яцків М. "Чорні крила" та інші твори. Упор. і літ.редакція Василя Габора. Львів: ЛА "Піраміда", 2016.
- "Чорна Індія" "Молодої Музи" : Антологія прози та есеїстики. Упор., літ. редакція та прим. Василя Габора. Львів: ЛА "Піраміда", 2014.

## Аудіозаписи творів
- Михайло Яцків. "Хлоп'я": https://www.youtube.com/watch?v=lhbubSjkWRM
- Михайло Яцків. "Казка про перстень": https://www.youtube.com/watch?v=GhnJjn-FRWs

## Про Михайла Яцкова

### Монографії
- Ільницький М. Поетична концепція з музичним і малярським тлом. Творчість Михайла Яцкова // Ільницький М. На перехрестях віку: У трьох книгах. К.: Видавничий дім «Києво-Могилянська академія», 2009. Кн. ІІІ. С. 111-256.
- Матусяк А. Химерний Яцків: модерністський дискурс у прозі Михайла Яцкова / Аґнєшка Матусяк. Вроцлав ; Львів: ЛА «Піраміда», 2010. 224 с. (Серія «Українська класика: світовий контекст»).
- Мельник О. Модерністський феномен Михайла Яцкова: канон та інтерпретація / НАН України, Інститут Івана Франка. Київ: Наукова думка, 2011. 295 с. (Проєкт «Наукова книга» (Молоді вчені).
- Ільницький М. Формули осягання Яцкова. Львів: ЛА «Піраміда», 2021. 168 с. (Видавничий проєкт Василя Габора «Приватна колекція»).

### Дисертації
- Ильницкий Н. Творчество Михаила Яцкова в контексте идейно-эстетической борьбы в украинской литературе начала ХХ века: Автореф. дис. … канд. филол. наук / АН УССР. Ин-т литературы имени Т. Г. Шевченко.Киев, 1973. 22 с.
- Мельник О. Модерністський феномен Михайла Яцкова: канон та інтерпретація: автореферат дисертації на здобуття наукового ступеня кандидата філологічних наук / Львівський національний університет імені Івана Франка. Львів, 2009. 20 с.

### Статті
- Єлейко О. Із вічністю на самоті: шлях Михайла Яцкова до «Adagio consolante» як музичної епітафії. SEMPER TIRO: збірник наукових праць молодих учених на пошану професора І.О.Денисюка. Львів: Видавничий центр Львівського національного університету імені Івана Франка, 2002. С. 116-120.
- Ільницький М. Українська сецесія: етос болю (новела М. Яцкова “Діточа грудь в скрипці”): http://dspace.nbuv.gov.ua/handle/123456789/133338
- Ільницький М. НАСОЛОДА ПІЗНАВАННЯ СМИСЛІВ (Мельник Оксана. Модерністський феномен Михайла Яцкова: канон та інтерпретація. Київ: Наукова думка, 2011.  294 с.): https://www.inst-ukr.lviv.ua/files/paradygma/431-436-im.pdf
- Комариця А. ВТІЛЕННЯ КОНЦЕПТУ СИНКРЕТИЗМУ  В ХУДОЖНІХ ТЕКСТАХ АНТУНА ГУСТАВА МАТОША  Й МИХАЙЛА ЯЦКОВА : http://publications.lnu.edu.ua/bulletins/index.php/philology/article/viewFile/9311/9438
- Кривуляк О. Поезія в прозі М. Яцківа: розкриття можливостей синкретичного жанру: https://md-eksperiment.org/post/20160713-poeziya-v-prozi-m-yackiva-rozkrittya-mozhlivostej-sinkretichnogo-zhanru
- Маланій О. Музика і малярство у творчому доробку михайла Яцкова: https://evnuir.vnu.edu.ua/bitstream/123456789/7177/1/28.pdf
- Матвійчук У. ПЕРСПЕКТИВИ ІНТЕРПРЕТАЦІЇ ЛІТЕРАТУРНИХ ТВОРІВ КРІЗЬ ПРИЗМУ МУЗИКИ: https://core.ac.uk/download/pdf/224956524.pdf
- Мельник О. Душа та дух персонажів Михайла Яцкова: усвідомлення дисоціації: https://www.inst-ukr.lviv.ua/files/paradygma/5-24-mo.pdf
- Мельник О. Слово, мовчання й тиша у комунікативній структурі текстів М.Яцкова. Київська старовина. 2004. №3. С. 66-78.
- Мельник О. Модерністська антропологія смерті в малій прозі М. Яцкова. Особливості танатопоетики. Літературознавчі обрії: Праці молодих учених. К.: Інститут літератури імені Тараса Шевченка НАН України, 2005. Вип. 8. С. 225-232.
- Мельник О. Поетика простору: семантика вертикалей та горизонталей у прозі Михайла Яцкова . Слово і час. 2005. № 7.С. 48-55.
- Мельник О. Музика, малярство, скульптура у слові та поза ним: модерністські експерименти Михайла Яцкова. Наукові праці: Науково-методичний журнал. Т. 59. Вип. 46. Філологія. Миколаїв: Вид-во МДГУ імені Петра Могили, 2006. С. 150-156.
- Мельник О. Риторика тілесності у прозі Михайла Яцкова. Слово і час. 2007. № 10. С. 19-28.
- Мельник (Єлейко) О. Між кольором та ідеєю, або межа літературності літератури (На матеріалі художньої прози М. Яцкова). Українська мова й література в середніх школах, гімназіях, ліцеях та колегіумах. 2007. № 9-10 (62-63). С. 91-99.
- Мельник (Єлейко) О. Модерніст Михайло Яцків і персонажі, що не/танцюють: візія автора та реципієнта // Наукові праці: Науково-методичний журнал. Т. 80. Вип. 67. Філологія. Літературознавство. Миколаїв: Вид-во МДГУ імені Петра Могили, 2008. С. 108-113.
- Мельник О. Символ арфи в антропологічній проекції (На матеріалі прози Михайла Яцкова). Антропологія літератури: комунікація, мова, тілесність. Укладач І.Папуша // Studia methodologica. Вип. 25. Тернопіль: ТНПУ, 2008. С. 145-152.
- Мельник О. ТОПОС ТАНЦЮ У ПРОЗІ МИХАЙЛА ЯЦКОВА: МОДЕРНІСТСЬКА ТРАНСФОРМАЦІЯ ЛІТЕРАТУРНОСТІ: https://litmisto.org.ua/?p=19067
- Нахлік Є. Екзистенціал долі у версії Михайла Яцкова (До 60-річчя пам’яті письменника-модерніста (5 листопада 1873 р. — 9 грудня 1961 р.): https://zbruc.eu/node/109230
- Посічанський М. Модерніст, який писав про сумні реалії. На Прикарпатті вшанували письменника Михайла Яцківа з нагоди його 150-річчя:  https://galychyna.if.ua/analytic/modernist-yakiy-pisav-pro-sumni-realiyi-na-prikarpatti-vshanuvali-pismennika-mihayla-yatskiva-z-nagodi-150-richchya-z-dnya-yogo-narodzhennya/
- Суворова Л., Храпчук С. Поліфункціональність музичних образів у малій прозі М. Яцкова: http://philology.visnyk.zu.edu.ua/article/view/philology.3%2891%29.2019.26-36

- Ткачук О. Наративна стратегія малої прози Михайла Яцкова. СіЧ. 2003. № 1. С. 63-70.

## Вшанування
1991 року на честь Михайла Яцківа названа вулиця у Львові.